# Hammerschloss Mantel

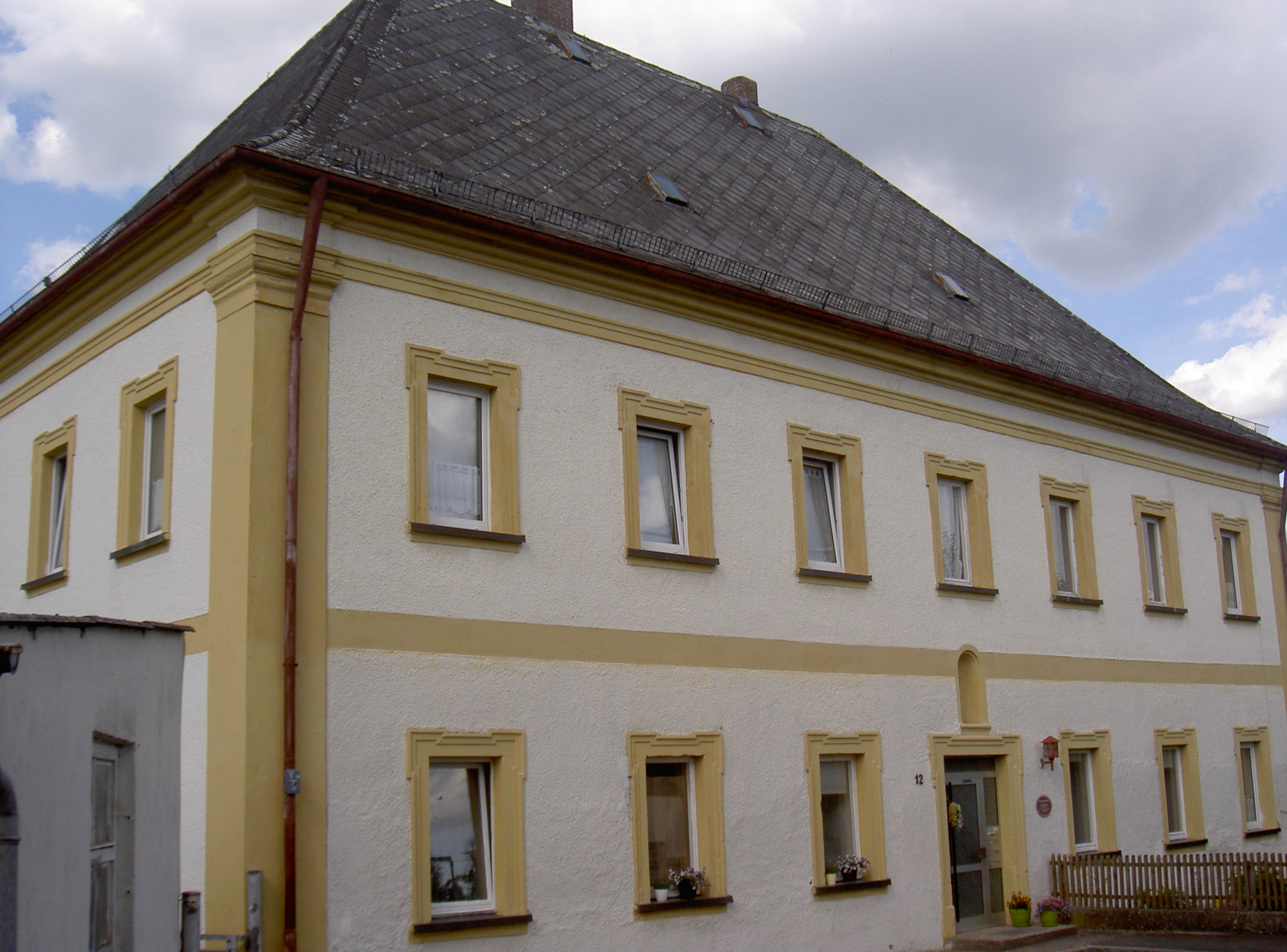
Hammerschloss Mantel

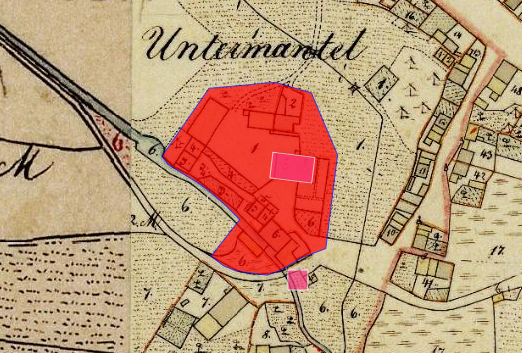
Lageplan von Hammerschloss Mantel auf dem Urkataster von Bayern

Das denkmalgeschützte Hammerschloss Mantel (historisch auch als Hammerschloss Untermantel bezeichnet) befindet sich im Markt Mantel im Oberpfälzer Landkreis Neustadt an der Waldnaab (Sägstraße 12). Die Anlage wird als Bodendenkmal unter der Aktennummer D-3-6338-0038 im Bayernatlas als „archäologische Befunde und Funde des Mittelalters und der frühen Neuzeit im Bereich des ehem. Hammerschlosses Untermantel“ geführt.

## Geschichte
Ursprünglich geht das spätere Landsassengut Untermantel auf der Anfang des 15. Jahrhunderts zu einem Blechhammer umgebauten Letzenmühle zurück. Im Salbuch von Kaiser Karl IV. wird unter den oberpfälzischen Besitzungen eine mül zu Leutschenpach genannt; diese erscheint 1415 als Letzenmühle unter dem parksteinischen Pflegers Heimeram Nothaft zu Wernberg im Besitz eines Frank. Bis in die Zwanzigerjahre des 16. Jahrhunderts heißen die Hammerherrn und zugleich Hammermeister Hans Frank, 1525 erscheinen Hans und Jörg die Plecher zu Mantel. Diese waren wie auch die anderen Hammerherrn verpflichtet, auf Abruf des Landrichters und Pflegers ein reißiges Pferd bereitzuhalten. Nach 1576 ist das Landsassengut an Albrecht Schröttel übergegangen. Im Steuerbuch von 1588/90 ist auf dem Hammer Mantel Albrecht Schrötzel eingetragen, allerdings mit den Bemerkungen jetzt Balthasar Haberstumpf und ist derzeit kein hammerwerk allda. Dann ist hier Thomas Walbrun und bald nach ihm Hans Walbrun genannt. 1591 hat Balthasar Haberstumpf den Huldigungseid in Neunburg abgeleistet. Vor 1607 wird das Landsassengut an Paul Schertl übereignet, ihm folgt Christoph Schertl (1636) nach. Während des Dreißigjährigen Krieges ist hier weiterhin die Familie Scherftl anzutreffen. In der Zeit waren keine Hintersassen mehr auf dem Gut, der Weiher war unbenutzt und die Felder lagen öd. Mitte des 17. Jahrhunderts wird hier der fürstliche Kanzleirat von Sulzbach Hans Christoph Schertl genannt. Noch 1661 berichtet seine Witwe Anna Elisabeth Schertl, dass der Besitz darnieder liege.  1661 sind wieder vier Hintersassen in die neuerbauten Häusl eingezogen; die Mühle am Latschenbach war wieder an einen Müller verpachtet, der aber bald wieder wegziehen wolle. Die Witwe heiratete den Wolfgang Balthasar Moller; dieser kam schrittweise in den Besitz, der  nun Unterhammer genannt wurde. Nach dem Tod der Anna Elisabeth heiratete der Moller Eva Sophie Hundt. Diese verkaufte nach dem Tod ihres Gatten († 1676) das Gut an Rudolf Heinrich von Schönstett. Dieser veräußerte das Gut am 1. Mai 1717 an seinen Schwiegersohn Franz Joseph Freiherr von Horneck zu Hornberg. Ihm folgte Konrad Forster, Wirtssohn aus Mantel; von diesem ging das Gut an seinen nobilitierten Sohn  Franz Friedrich von Forster und dann an Maria Ludwig Reichsgraf von Pestalozza. Zur Wende zum 19. Jahrhundert kaufte Wilhelmine Freifrau von Vittinghof, geborene von Schirnding, das Landsassengut; sie wurde 1801 damit immatrikuliert. Die gutsherrlichen Rechte wurden 1815 eingezogen und waren somit erloschen.
Die Marktgemeinde Mantel lag zunächst im Landgericht Neustadt an der Waldnaab. Bei Entstehung des Landgerichtes Weiden wurde Mantel 1838 dorthin eingemeindet. Der Ortsname Untermantel wurde durch Regierungsbeschluss von 17. Januar 1966 aufgehoben.

## Hammerschloss Mantel heute
Der heutige Bau stammt aus der Mitte des 18. Jahrhunderts; er trägt die Jahreszahl 1717, ist aber im Kern vermutlich älter. Es ist ein Walmdachbau mit Eckpilastern und geohrten Fensterrahmungen.